# Joachim Barrande
Joachim Barrande (Saugues, Haute-Loire, 11 de agosto de 1799 — Frohsdorf, Baixa Áustria, 5 de outubro de 1883) foi um geólogo e paleontologista francês.

## Biografia
Barrande nasceu em Saugues, departamento francês de Haute-Loire, e estudou na Escola Politécnica de Paris. Embora recebesse a formação de engenheiro, tornou-se tutor do duque de Henri d'Artois, neto de Carlos X de França, futuro conde de Chambord. Quando o rei abdicou, Barrande acompanhou-o no seu exílio na Inglaterra e na Escócia, e mais tarde em Praga.  Estabeleceram-se em Praga em 1831, quando Barrande começou a trabalhar como engenheiro. Durante a construção de uma estrada de ferro, sua atenção foi atraída pelos fósseis do Paleozóico existentes nas rochas da Boêmia.
A publicação em 1839 de "The Silurian System" por Roderick Murchison motivou-o a continuar as pesquisas sistemáticas sobre as camadas estratigráficas equivalentes aos da Boêmia. Durante dez anos (1840 - 1850) estudou detalhadamente estas rochas, contratando trabalhadores especialmente para recolher os fósseis e, desta maneira, obteve mais de 3.500 espécies de graptólitos, brachiopodas, moluscos, crustáceos (especialmente trilobitas) e peixes.
O primeiro volume do seu trabalho, "Système silurien du centre de la Bohême", tratando das trilobitas de vários gêneros, incluindo  o Deiphon que descreveu pessoalmente, foi publicado em 1852 e, desta data até 1881, 21 volumes de textos e gravuras foram adicionados. Outros volumes seus foram completados e publicados após sua morte (1887 a 1911) por Wilhelm Heinrich Waagen (1841-1900), Jaroslav Jiljí Jahn (1865-1934) (Equinodermos), Filip Počta (1859-1924) (briozoários, hidrozoários, antozoários, Octocorallia) e Jaroslav Perner (1869-1947) (Gastropodas). Estima-se que foram gastos quase £10,000 nestes trabalhos. Em reconhecimento da sua importante pesquisa a Sociedade Geológica de Londres, em 1857, concedeu-lhe a Medalha Wollaston.
Além do ""Système silurien de la Bohême"" publicou numerosos trabalhos, especialmente sobre a era paleozóica e sobre a fauna da Espanha, Bélgica, Noruega e da Baviera. Publicou também a "Défense des colonies" que suscitou numerosas controvérsias na comunidade científica, por presumir que a causa da presença dos fósseis típicos de uma camada ("colônias") cercada por outras era atectonical. Como conseqüência, tendeu a nomear aquelas colônias com nomes de seus adversários científicos.
O seu trabalho "C'est ce que j'ai vu" confirmou o rigor científico das suas descrições. Doou as suas coleções de fósseis ao Museu Nacional de Praga, onde atualmente estão expostas.
Barrande morreu em Frohsdorf (Lanzenkirchen) em 5 de outubro de 1883. Está sepultado no cemitério de Lanzenkirchen, perto de Viena.
Foi reconhecido e admirado pela importância da sua obra pelos tchecos. O distrito de Praga, "Barrandov", foi nomeado em sua homenagem em fevereiro de 1928.
A França, embora tardiamente, construiu uma estátua comemorativa e deu seu nome a um colégio na sua cidade natal.